# Bartek Dzikowski
Bartek Dzikowski aka Bart D, właściwie Bartłomiej Dzikowski (ur. 12 września 1978 w Sztumie) – polski piosenkarz i muzyk, gitarzysta, kompozytor i autor tekstów oraz pedagog. Twórca i wykonawca akustycznej muzyki pop-rockowej, bluesa i współczesnego folku. W 2012 roku wydał swój debiutancki album studyjny pt. Traveling Soul.

## Życiorys
Bartłomiej Dzikowski urodził się w Sztumie, ale wychował się w Kwidzynie. Studiował i ukończył edukację muzyczną na Uniwersytecie Kazimierza Wielkiego w Bydgoszczy. Obecnie mieszka w Warszawie.
W 2010 r. sam wydał EP-kę „Blue Sky” z autorskimi utworami soft rockowymi. Rok później ukazał się jego debiutancki singel pt. „Trouble, Trouble”, zapowiadający długogrającą płytę z melodyjnymi piosenkami bluesowymi, akustycznymi utworami pop, folk i country. Album ten zatytułowany Traveling Soul, wyprodukowany przez Krisa Górskiego, ukazał się 14 czerwca 2012 roku. Otrzymał pochlebne recenzje m.in. od dziennikarzy jak Jan Chojnacki czy Wojciech Mann oraz w prasie amerykańskiej, belgijskiej, fińskiej i włoskiej. Artysta pojawił się w programie „Kocham to, co lubię” w TVP2. W latach 2014–2015 koncertował w Londynie (m.in. w Camden Gallery). Otrzymał wyróżnienie w kategorii folk na międzynarodowym konkursie West Coast Songwriters w USA w 2015 roku za piosenkę „Trouble, Trouble”. Aktualnie artysta pracuje nad drugim albumem studyjnym, który zapowiada wydanych już kilka singli.

## Dyskografia[5]

### Albumy
Albumy
| Tytuł                                                   | Dane dot. albumu                                | Pozycja na liście | Sprzedaż | Certyfikat |
| Tytuł                                                   | Dane dot. albumu                                | POL               | Sprzedaż | Certyfikat |
| ------------------------------------------------------- | ----------------------------------------------- | ----------------- | -------- | ---------- |
| Traveling Soul                                          | - Data: 14 czerwca 2012 - Wydawca: Border Music | –                 |          |            |
| „–” oznacza, że album nie był notowany na danej liście. |                                                 |                   |          |            |

Minialbumy
| Tytuł                                                   | Dane dot. albumu                                   | Pozycja na liście |
| Tytuł                                                   | Dane dot. albumu                                   | POL               |
| ------------------------------------------------------- | -------------------------------------------------- | ----------------- |
| Blue Sky                                                | - Data: 29 września 2010 - Wydawca: wydanie własne | –                 |
| „–” oznacza, że album nie był notowany na danej liście. |                                                    |                   |

### Single
- 2011: „Trouble, Trouble” [Bartek Dzikowski]
- 2012: „Girl Your Soul Is Gone” [Bartek Dzikowski]
- 2013: „I Belong to the World” [Border Music]
- 2015: „Choćbyś wołał” [Border Music]
- 2016: „Restless Bird”, „Wszystko w nas”, „Fight Another Fight” [Border Music]
- 2017: „Run Away” [Border Music]